# Anoeme andrewesi
Anoeme andrewesi là một loài bọ cánh cứng trong họ Cerambycidae.